# Танасије Младеновић
Танасије Таса Младеновић (Сараорци, код Смедерева, 15. април 1913 — Београд, 12. јануар 2003) био је југословенски и српски правник, песник, есејиста и преводилац и учесник Народноослободилачке борбе.

## Биографија
Рођен је 15. априла 1913. године у селу Сараорци, код Смедерева. У Смедеревској гимназији је покренуо часопис „Књижевни круг“, 1932—1933. године. Заједно са млађим братом Светом и његовим другом Радомиром Радетом Марковићем, Младеновић је веома активно радио на организовању омладине у селу. Да би се лакше састајали, они су још 1933. године формирали фудбалски клуб САСК.
Још као студент, прикључио се револуционарном студентском покрету на Београдском универзитету и тада илегалној Комунистичкој партији Југославије (КПЈ), у чије је чланство примљен 1936, због чега је од Државног суда за заштиту државе био осуђен на четири месеца затвора. Завршио је Правни факултет у Београду, 1937. године и потом био адвокатски приправник.
Учествовао је у Народноослободилачкој борби од 1941. године. У току рата налазио се на дужностима политичког комесара Другог шумадијског партизанског одреда, руководиоца Политичког одељења (Политодела) Друге далматинске ударне бригаде, шефа Пропагандног одсека Главног штаба НОВ и ПО Србије, члана Агитпропа Обласног комитета КПЈ за Санџак, члан Пропагандног одељења Антифашистичког већа народног ослобођења Југославије (АВНОЈ) и др. У периоду од 1944. до 1947. године био је уредник дневника „Глас“.

### Послератни период
После ослобођења земље, писао је за недељни часопис „Дуга“ и „Књижевне новине“. Касније је био директор „Књижевних новина“, председник Позоришног савета Београдског драмског позоришта (БДП), председник Комитета за кинематографију Владе НР Србије (1947—1951), секретар Одбора за просвету Савезне скупштине СФРЈ (1954—1964), члан Извршног одбора Заједнице европских писаца (1958—1968), члан Европског друштва за културу (1970) и др. Био је и члан Управе Удружења књижевника Србије (УКС).
Више пута је био биран за посланика Савезне скупштине СФРЈ и Скупштине СР Србије, а био је и члан Главног одбора Социјалистичког савеза радног народа Србије (ССРНС) и члан Главног одбора Савеза удружења бораца НОР-а Србије.
Објавио је преко четрнаест књига поезије: „Песме борбе и обнове“ (1945), „Поема за нас“ (1947), „Песме“ (1948), „Камен и акорди“ (1955), „Под пепелом звезда“ (1958), „Мртво време“ (1972), „Псалми по сину“ (1964), „33 сонета“ (1981), „Сам“ (1983), „Помешане карте“ (1985), „Рт Добре наде“ (1988), „Кућа на друму“ (2000) и др. Године 1993. објавио је мемоарску прозу „Успутне скице за портрете: Црњанcки, Андрић, Миљковић, др Рашковић“, у којој је писао о Милошу Црњанском, Иви Андрићу, Бранку Миљковићу и др Јовану Рашковићу.
Последња његова збирка објављена је 2000. године под симболичним насловом „Кућа на друму“ у којој је тематизовао осећања након НАТО бомбардовања СРЈ. Био је један од блиских пријатеља Добрице Ћосића, са којим је заједно 1968. године пао у политичку немилост. Није се либио да јавно критикује лоше појаве у тадашњем социјалистичком друштву, а у току студентских демонстрација, јуна 1968. године, дао је шансу студентима да јавно искажу своје ставове у „Књижевним новинама“. Сматра се да је он један од заслужних за повратак књижевника Милоша Црњанског у Југославију, 1965. године.
Преминуо је 12. јануара 2003. године у Београду.

## Одликовања и признања
Носилац је Партизанске споменице 1941. и других југословенских одликовања, међу којима су — Орден Републике са златним венцем, Орден заслуга за народ са златном звездом, два Ордена братства и јединства са златним венцем, Орден рада са црвеном заставом и Орден за храброст. Додељен му је и Орден Вука Караџића. Имао је чин мајора ЈНА у резерви.
Добитник је бројних награда:
- Награда Министарства просвете НР Србије (1949)
- Седмојулска награда (1959)
- БИГЗ-ова награда (1986)
- Дисова награда (1991)
- Награда „Одзиви Филипу Вишњићу“ (1996)
- Награда „Беловодска розета” (1996)
- Награде „Десанка Максимовић” (1997)
- Награда „Златни кључ Смедерева” (1997)
- Награда „Заплањски Орфеј“ (2000) и др.[3]

## Породица
Читава његова продица активно је учествовала у Народноослободилачкој борби. Његови родитељи, Милан и Јелена, као и његова два брата и сестра. У току рата, 1942. године, погинула су му два брата — Светомир Света и Андреј Андра, као борци Орашке партизанске чете Другог шумадијског партизанског одреда, а исте године стрељан му је у логору на Бањици отац Милан. Такође, у току рата, 1943. године у Пријепољској бици, погинула је и његова прва супруга, Радојка Рада Ђурић-Младеновић. Сестра Радмила је живела у Београду, затим је од стране окупатора протерана у њихово родно место као сарадник Народноослободилачког покрета (НОП), да би се 1944. придружила Космајском партизанском одреду, који ће у септембру прерасти у Космајску народноослободилачку бригаду. Његов брат Светомир Младеновић Света проглашен је 9. октобра 1953. године за народног хероја Југославије, а њихова породична кућа у Сараорцима је проглашена за споменик културе од великог значаја.